# Marie de Boulogne
Pour les articles homonymes, voir Marie de Blois.
Marie de Blois ou de Boulogne, née en 1136 et morte à Montreuil le 25 juillet 1182, fut comtesse de Boulogne de 1159 à 1170. Elle était fille d'Étienne de Blois, comte de Mortain, puis duc de Normandie, roi d'Angleterre, et de Mathilde, comtesse de Boulogne.

## Biographie
Jeune, elle est placée dans un couvent à Stratford (Middlesex). En 1150/1152, ses parents créent un nouveau couvent pour elle à Lillechurch (aujourd'hui Higham dans le Kent), une dépendance de l'abbaye de Saint-Sulpice des Bois (près de Rennes). Bien qu'elle n'ait pas le titre de prieuse, elle a de toute évidence une position d'autorité dans ce couvent.
Un peu avant 1160, elle devient abbesse de Romsey, un établissement religieux renommé. Mais ses deux frères meurent respectivement en 1153 et en 1159, la laissant comme titulaire du comté de Boulogne. Mathieu d'Alsace l’enlève et l'épouse de force, devenant ainsi comte de Boulogne.
L'Église réagit immédiatement et excommunie le couple, mais celui-ci tient bon. L'excommunication est renouvelée en 1162 et étendue aux chanoines qui les soutiennent, puis la ville est frappée d'Interdit en 1168. Finalement, le couple se soumet et se sépare. Marie se retire à Montreuil, tandis que Mathieu continue à diriger le comté de Boulogne.

## Mariage et descendance
Elle épouse Mathieu d'Alsace. Ils ont deux filles :
- Ide (vers 1160 - 1216), comtesse de Boulogne, mariée à :
  1. en 1181 à Gérard de Gueldre († 1181),
  2. en 1183 à Bertold IV († 1186), duc de Zähringen,
  3. en 1190 à Renaud (v. 1175 † 1227), comte de Dammartin ;
- Mathilde de Boulogne (1170 † 1210), mariée en 1179 à Henri Ier (1165 † 1235), duc de Brabant.

## Sources
- Alain Lottin, Histoire de Boulogne-sur-Mer [détail des éditions].

- (en) Cet article est partiellement ou en totalité issu de l’article de Wikipédia en anglais intitulé « Marie of Boulogne » (voir la liste des auteurs).